# Bank Mandiri
Bank Mandiri ist ein indonesisches Unternehmen mit Firmensitz in Jakarta.

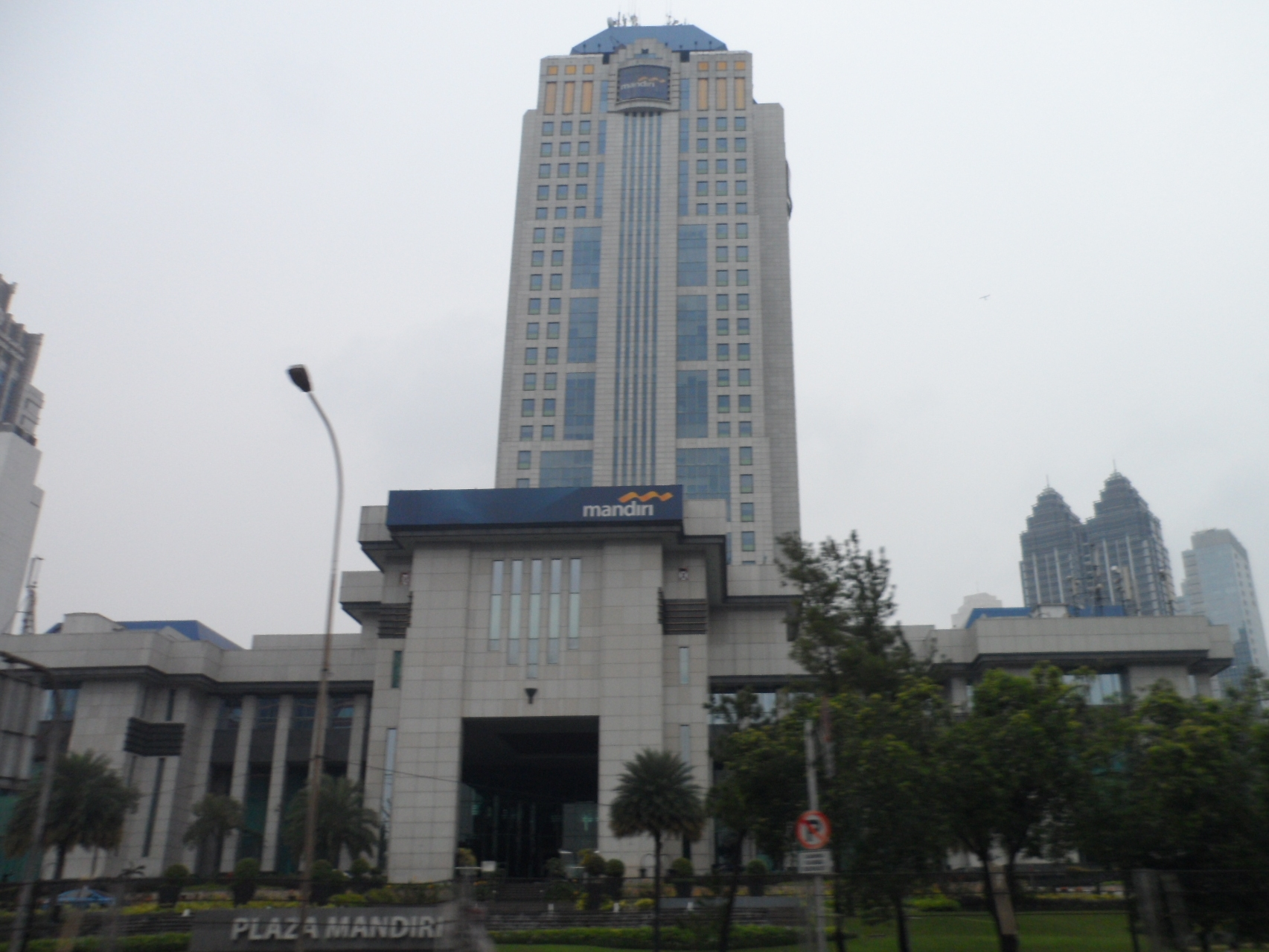
Sitz der Bank Mandiri

Geleitet wird das Unternehmen von Zulkifli Zaini (CEO). Das Unternehmen ist im Bankwesen tätig. 
1998 wurde Bank Mandiri durch eine Fusion von vier indonesischen staatlichen Banken gegründet: Bank Bumi Daya (BBD), Bank Dagang Negara (BDN), Bank Expor Impor (Exim) und Bank Pembangunan Indonesia (Bapindo).
Das Unternehmen hat im früheren Gebäude der Nederlandsche Handel Maatschappij in der Altstadt von Jakarta das Bank Mandiri Museum gegründet, welches die koloniale Bankengeschichte behandelt.